# 레이튼 교수 시리즈의 등장인물
다음은 Level 5에서 발행한 닌텐도 DS용 게임 레이튼 교수 시리즈의 등장인물이다.

## 주요인물
허셜 레이튼 교수 (일본- 에르샬 레이튼 교수)
(일본 성우: 오이즈미 요, 미국 성우: 크리스 밀러, 한국 성우:  김영선)
주인공 중 한 명이며 영국신사이다. 수수께끼를 푸는 솜씨와 그의 트레이드마크 중산모로 유명하다.
일본판에는 에르샬 레이튼으로 나온다. 레이튼이 모자를 늘 쓰고 다니는 이유는 최후의 시간여행에서 나온다.
루크 트라이튼
(일본 성우: 호리키타 마키, 미국 성우: 라니 미넬라 / 마리아 달링,  한국 성우:  정혜옥)
또 다른 주인공이며 레이튼 교수의 조수인 소년. 솔직하지만 어린 만큼 건방진 모습을 보일 때가 있다. 동물을 좋아하며 동물과 대화를 나눌 수 있다.
또한 먹을것도 엄청 좋아한다... 최후의 시간여행에선 미니카를 가지고 노는 순수한(?) 루크의 모습도 볼 수 있다.
돈 파올로(일본-돈 폴)
1부 시리즈의 악당. 천재이지만 악랄한 과학자. 비합법적인 실험 때문에 과학계에서 추방당함. 최후의 시간여행에서 레이튼의 스승인 슈레이더 박사의 제자이자 레이튼의 선배임이 밝혀진다.
플로라 라인포드(일본-아로마 라인포드)
1부 시리즈의 히로인. 라인포드 가의 영애로 마을 중앙의 탑에서 살고 있었지만 레이튼을 만나고, 그를 따라 런던으로 가서 합류한다.
클레아 폴리(한국판 없음)
레이튼이 사랑했던 여인. 최후의 시간여행편에서 출연한다. 돈 파울로(돈 폴)가 레이튼과 숙적이 된 원인이며 레이튼의'영국 신사' 말버릇의 근원이다. 또한 최후의 시간여행에서는
디미트리도 그녀를 좋아했을 정도로 인기녀이기도 하다.
레미 알타와
(일본 성우: 아이부 사키)
2부 시리즈의 히로인. 레이튼 교수의 조수로, 무술에 뛰어나고 요리를 잘한다.
쟝 데스콜
(일본 성우: 와타베 아츠로)
2부 시리즈의 악당. 자칭 드높은 꿈을 가진 과학자라고 하며, 펜싱과 변장에 능하다.

## 이상한 마을
다이스
마을의 도개교를 관리하는 남자다.
수염머플러
베일에 둘러싸인 남자. 출신도 행적도 알 수 없다.
리사
대부호가 만들게 한 플로라의 유모 인형. 겉보기에는 온화하고 인자한 할머니처럼 보이나 사람의 이름을 자주 잊어버린다.
피터
소설가 지망생인 소년. 소설의 소재를 찾으려고 언제나 생각하지만, 아직 한 편도 쓰지 못했다. 레이튼의 활약을 자신의 소설로 남기려고 하는 듯 보인다.
마르코
저택으로 가는 길을 막고 서 있는 건달. 달리아 부인을 짝사랑한다. 자문자답하는 버릇이 있고 남의 이야기는 잘 듣지 않지만, 자신의 이야기를 무시당하는 것은 정말 싫어한다.
라몬
라인포드 가의 고용인 중 한 사람. 귀찮은 일은 매튜에게 떠넘기고 식당에서 노는 일이 많다.
매튜
대부호의 신변에 관련된 일들을 맡기기 위해 만들어진 집사 인형. 브루노가 만든 인형 중에서 가장 오래되었고 라인포드 가를 충실하게 지켜 왔지만 언제나 달리아에게 휘둘린다.
달리아 부인
플로라의 어머니 마리아를 본떠서 만들어진 인형. 거만하고 제멋대로인 성격이지만 플로라에게는 숨겨진 자상한 면을 보이기도 한다. 리사가 만든 파이를 정말 좋아한다.
가돈
대부호의 형. 부자이면서도 인색하다. 그래서인지 좀처럼 결혼하지 못하고 있는데 요즘 그 점을 고민하고 있다. 달리아에게 마구 휘둘리는 남자.
시몬
대부호의 조카. 성격이 삐뚤어졌으며 주민들을 무시하는 경향이 있다. 기능이 정지된 상태로 돈 파올로에게 발견되어 숨겨져 있었으나 광장에 방치된 뒤에서 무사히 브루노에게 회수되었다고 한다.
클로디아
수컷 고양이. 보통 달리아의 곁에 있지만, 때때로 저택을 빠져나가 마을에 가서는 시장의 물건들을 뒤집는 것으로 스트레스를 푸는 것 같다.
맥스
시계탑의 근처에 있는 건장하지만, 겁쟁이인 남자. 마을에서 가장 키가 크지만, 겁이 많은 것에서도 으뜸이다. 시계탑에 올라가 보고 싶지만, 고소공포증이 있으므로 곁에 서 있는 것으로 만족한다고 한다.
안나
호텔을 경영하는 여자. 사람은 좋은 편이나 경박한 구석이 있다. 옛날에는 잘 나갔다고 입버릇처럼 말하지만, 어차피 인형이므로 애초에 있었을 턱이 없다.
빅토리아
미래를 예견하는 능력이 있는 할머니. 언제나 불길한 예언만 하기 때문에 마을에서는 기피의 대상이다. 행인을 붙잡고 막무가내로 불길한 예언을 하는 것이 그녀의 취미.
푸코
언제나 화만 내는 성질이 급한 청년. 가끔 이성적이 될 때도 있지만 기본적으로는 감정적이다. 대식가일 것 같지만 알고 보면 소식가이며 움직임이 둔하여 바보 취급을 당하곤 한다.
크루통
식당의 주인. 대인 관계가 좋아 모두에게 사랑받는다. 그가 만드는 푸딩은 일품이지만, 스콘을 도저히 먹을 것이 못 된다는 소문이 있다. 의외로 스포츠맨이며 간트의 형이기도 하다.
보리스
식당에 붙어살다시피하는 동전을 좋아하는 청년. 얼핏 보기에는 어린이 같아 보이지만 사실은 28살이다. 결혼도 했다고 하는데 그의 부인을 본 사람은 아무도 없다. 동전 수집이 취미이다.
로드니
마을사무소 직원. '권해 드립니다'가 입버릇이며 책임회피가 특기인 인물이다. 서류를 너무나 좋아하여 서류로 뒤덮인 침대를 만들었으나 덕분에 만성피로에 시달린다.
체르미 경감
보수적이고 융통성 없는 경감. 수사에 끼어드는 레이튼을 못마땅하게 여겨 모든 일에 트집을 잡고 시비를 걸곤 한다(사실 돈 파올로가 그로 변장한 것이다. 악마의 상자부터는 자신이 등장한다.). 형사로서는 실력파인 듯 런던에서는 범죄자들이 무서워하는 대상이라고 한다.
루시
시계탑 밑에 있는 극히 평범한 소녀. 솔직한 성격이지만 나이에 비해 조숙하다. 달튼의 손녀이며 응석받이로 자랐지만 야무진 데가 있다. 요즘에는 점술에 관심이 있는 듯하다.
사포네
레이튼을 동종 업계의 사람이라고 부르며 탐정을 자칭하는 남자. 자신은 스스로 정보통인 줄 알지, 사실은 아는 것이 하나도 없는 도움이 안 되는 인물. 브루노가 이런 인물을 왜 만들게 되었는지가 의문이다.
플로라 라인포드
죽은 아우구스투스 라인포드의 딸. 1편에서 레이튼 교수와 루크를 만나면서 2편부터 그들과 같이 등장. 일본판에서는 아로마라는 이름이 쓰인다.
마우이
스스로 탐험가라고 부르는 사람. 하수구에 처음으로 등장하였으며 후반쪽에 탑에서도 볼 수 있다.

## 악마의 상자
앤드류 슈레이더 박사
레이튼에게 악마의 상자에 대한 편지를 보낸 고고학자. 악마의 상자에 얽힌 비밀을 진작에 알아챘음에도 불구하고 상자를 열고 기절해 버린 귀찮은 사람이다. 취미는 골동품 수집.
바베트 부인
자기밖에 모르는 고집스런 성격의 부유한 귀부인. 몰렉트리 특급열차에서도 자기중심적인 면모를 유감없이 발휘했다. 애견 톰을 제 자직처럼 아끼고 있다. 몰렌트리 특급열차 식당차의 단골손님.
벨루가
몰렌트리 철도의 사장. 고집불통에 독불장군 같은 성격이다. 헤르젠가의 유산을 손에 넣을 목적으로 악마의 상자를 찾아 헤맸는데, 사실 그는 헤르젠 백작의 아들로 안톤의 동생이었다.
샘
로큰롤을 사랑하는 뜨거운 사나이. 몰렌트리의 차장으로, 벨루가의 조카이기도 하다. 한번 마이크를 잡으면 성격이 180 도 바뀌지만, 일은 철저하게 해내는 성실한 일면도 갖추고 있다.
체르미 경감
런던의 범죄자들에게는 공포의 대상인 실력파형사. 고집이 세고 융통성이 없으며, 시도때도 없이 화를 낸다. 이래 봬도 애처가로, 사건 해결 후엔 부인이 만들어주는 스위트 포테이토를 꼭 먹는다고.
바튼
체르미의 조수로 이래 봬도 27세. 느긋한 성격으로 먹을 것을 밝힌다. 뭘 생각하고 있는지 알 수 없을 정도로 늘 멍하게 있지만, 체르미 경감을 보좌하는 능력만큼은 일류.
니겔
헤르젠가에서 일하는 흡혈귀처럼 생긴 집사. 안톤을 충실히 따르는 성실한 성격이다. 다른 고용인이 없는 저택에서 저택 관리와 식사 준비까지 도맡고 있는 바쁜 관리인. 취미는 욕실 청소다.
안톤
폴센스의 흡혈귀라 불리며 모두를 공포에 떨게 한 남자. 그 정체는 바로 헤르젠가의 당주로, 마을을 떠난 연인 소피아를 생각하며 50년 동안이나 그녀가 돌아오기만을 기다렸다. 벨루가의 형.
카티아
마을 최고의 미인이자 앤더슨가의 딸. 돌아가신 할머니 소피아의 메시지를 할아버지 안톤에게 전달하기 위해 악마의 상자를 찾았다. 나이에 비해 의자가 강하고 똘똘하다. 아버지와는 사이가 나쁘다.
앤더슨
드롭스톤의 영주이자 카티아의 아버지. 성품이 선량해서 드롭스톤 주민들은 그를 믿고 따르고 있으나, 그는 다 큰 딸 카티아와의 마찰 때문에 골머리를 앓고 있다. 상당히 심약한 성경
소피아
카티아의 할머니이자 안톤의 옛 연인. 배 속에 찾아온 생명을 지키기 웨해, 폴센스를 떠나서 드롭스톤에 정착해 살았다. 훌륭한 인품 덕에 드롭스톤 주민들 사이에서 칭송이 자자했다.
차코프
몰렌트리 특급열차 식당차의 웨이터. 사람 대하는 일에 능숙하며, 일류의 서비스로 식당차의 평판을 높이는데에 한몫하고 있다. 손님을 대하는 따뜻한 마음 씀씀이가 쾌적한 열차 여행을 돕는다.
톰
바베트 부인의 애견. 뭘 하든 간섭받이 않고 자유분방하게 길러진 탓에, 장난을 자주 쳐서 주변 사람들을 곤란하게 한다. 주인인 바베트 부인을 별로 따르지는 않는 것 같다.
마우이
동양의 섬나라에서 온 방향치 탐험가. 이집트를 향해서 가고 있었는데, 그만 폴센스로 와 버렸다고 한다. 어찌 된 일인지 사람들이 잘 안 가는 곳에서만 길을 잃고 출몰하곤 한다.